# 辐花苣苔
辐花苣苔（学名：Thamnocharis esquirolii）为苦苣苔科辐花苣苔属下的一个种。

## 扩展阅读
- 維基物種上的相關：辐花苣苔